# Lan lê công kiệt
Lan lê công kiệt (danh pháp: Cleisostoma lecongkietii) là một loài phong lan bản địa Việt Nam. Chi Cleisostoma có tên tiếng Việt là Lan miệng kín, do đó loài Cleisostoma lecongkietii còn có tên tiếng Việt là "Mật khẩu lê công kiệt". Đây là loài được mô tả mới vào năm 2015 bởi 2 nhà khoa học là giáo sư Leonid V. Averyanov và tiến sĩ Nguyễn Thiện Tịch.
Tên loài được tác giả Nguyễn Thiện Tịch đặt để vinh danh thầy ông là giáo sư, tiến sĩ Lê Công Kiệt, nhà thực vật học nổi tiếng của Trường Đại học Khoa học Tự nhiên, Đại học Quốc gia Thành phố Hồ Chí Minh.

## Mô tả
Phong lan, đơn thân dài 20–30 cm, lá trên xanh thẫm, dưới nhạt hơn, dài 10 cm, rộng 2 cm. Chùm hoa 1 chiếc dài 20–25 cm, hoa ngang 2-2.5 cm, nở vào tháng 2-3, có mùi thiu thối.

## Lịch sử phát hiện
Nguyễn Thiện Tịch tìm thấy tại Bình Phước, Lộc Ninh năm 1991 và 2010. Nguyễn Văn Cảnh thấy tại khu bảo tồn Nậm Nung, Đắk Nông vào tháng 3-2013.
Năm 2016, các nhà thực vật của Viện Sinh học Nhiệt đới thuộc Viện Hàn lâm Khoa học và Công nghệ Việt Nam và Cộng hòa Séc đã phát hiện và công bố một loài lan mới ở Khu Bảo tồn thiên nhiên Hòn Bà, tỉnh Khánh Hòa. Loài lan này được đặt tên là Lan yersin (Cleisostoma yersinii J. Ponert & Vuong), tên loài được đặt theo tên của bác sĩ Alexandre Yersin, người đã khám phá ra Hòn Bà. Tuy nhiên qua đối chiếu và so mẫu thì 2 loài Lan yersin và Lan lê công kiệt là giống nhau và cùng một loài. Vì vậy, loài Lan yersin (C. yersinii) hiển nhiên là tên đồng danh (synonym) của loài Lan lê công kiệt (C. lecongkietii) và Khu Bảo tồn thiên nhiên Hòn Bà, Khánh Hòa là nơi phát hiện phân bố mới cho loài.